# Рауль Гонсалес (легкоатлет)
Рауль Гонсалес Родрігес (ісп. Raúl González Rodríguez; 29 лютого 1952, Нуево-Леон) — мексиканський легкоатлет, який спеціалізувався в ходьбі, олімпійський чемпіон, рекордсмен світу.

## Спортивна кар'єра
1972 року Рауль Гонсалес взяв участь у перших своїх Олімпійських іграх, зайнявши у Мюнхені 20-е місце у ходьбі на 50 км. Загалом брав участь у чотирьох Олімпіадах.
Тричі (1977, 1981, 1983 роки) Гонсалес займав перші місця на Кубку світу зі спортивної ходьби.
1978 року встановив два світових рекорда у ходьбі на 50 км. Його рекорд часу 3:41.20 у ходьбі на 50 км тримався 5 років.
1984 року на Олімпійських іграх у Лос-Анджелесі досяг найбільшого успіху у спортивній кар'єрі — завоював золоту та срібну олімпійські медалі, встановивши при цьому у ходьбі на 50 км новий олімпійський рекорд часу — 3:47.26.

### Результати виступів
| Змагання                                                              | Місто                                             | Дистанція | Рік  | Місце                   |
| --------------------------------------------------------------------- | ------------------------------------------------- | --------- | ---- | ----------------------- |
| Чемпіонат Центральної Америки і Карибського басейну з легкої атлетики | Кінгстон, Ямайка                                  | 10 км     | 1971 | 3                       |
| Олімпійські ігри                                                      | Мюнхен                                            | 50 км     | 1972 | 20                      |
| Ігри Центральної Америки і Карибського басейну                        | Санто-Домінго, Домініканська Республіка           | 20 км     | 1974 | 1                       |
| Олімпійські ігри                                                      | Монреаль                                          | 20 км     | 1976 | 5                       |
| Кубок світу зі спортивної ходьби                                      | Мілтон Кейнс, Бакингемшир, Південно-Східна Англія | 20 км     | 1977 | 1                       |
| Ігри Центральної Америки і Карибського басейну                        | Медельїн, Колумбія                                | 20 км     | 1978 | 2                       |
|                                                                       | Мехіко                                            | 50 км     | 1978 | світовий рекорд 3:45:52 |
|                                                                       | Подєбради, Чехословаччина                         | 50 км     | 1978 | світовий рекорд 3:41:20 |
| Панамериканські ігри                                                  | Сан-Хуан, Пуерто-Рико                             | 50 км     | 1979 | 1                       |
| Олімпійські ігри                                                      | Москва                                            | 20 км     | 1980 | 6                       |
| Олімпійські ігри                                                      | Москва                                            | 50 км     | 1980 | DNF                     |
| Кубок світу зі спортивної ходьби                                      | Валенсія                                          | 50 км     | 1981 | 1                       |
| Чемпіонат Центральної Америки і Карибського басейну з легкої атлетики | Санто-Домінго, Домініканська Республіка           | 20 км     | 1981 | 2                       |
| Ігри Центральної Америки і Карибського басейну                        | Гавана                                            | 20 км     | 1982 | 2                       |
| Ігри Центральної Америки і Карибського басейну                        | Гавана                                            | 50 км     | 1982 | 1                       |
| Кубок світу зі спортивної ходьби                                      | Берген, Норвегія                                  | 50 км     | 1983 | 1                       |
| Панамериканські ігри                                                  | Каракас, Венесуела                                | 20 км     | 1983 | 2                       |
| Панамериканські ігри                                                  | Каракас, Венесуела                                | 50 км     | 1983 | 1                       |
| Чемпіонат світу з легкої атлетики                                     | Гельсінкі                                         | 20 км     | 1983 | 9                       |
| Чемпіонат світу з легкої атлетики                                     | Гельсінкі                                         | 50 км     | 1983 | 5                       |
| Олімпійські ігри                                                      | Лос-Анджелес                                      | 20 км     | 1984 | 2                       |
| Олімпійські ігри                                                      | Лос-Анджелес                                      | 50 км     | 1984 | 1                       |
| Панамериканські ігри                                                  | Індіанаполіс, США                                 | 50 км     | 1987 | 2                       |
| Чемпіонат світу з легкої атлетики                                     | Рим, Італія                                       | 50 км     | 1987 | 11                      |